# Район Джалолиддина Балхи
Район Джалолидди́на Балхи (тадж. Ноҳияи Ҷалолиддин Балхӣ; в 2007—2016 годах — район Джалолиддина Руми) — административный район в Хатлонской области Республики Таджикистан. Районный центр — посёлок городского типа Балх.

## История
Образован в составе Таджикской ССР 21 марта 1933 года как Вахшский район при разукрупнении Джиликульского и Курган-Тюбинского районов, являлся районом республиканского подчинения. Административный центр района — кишлачный совет Тугаланский. С 20 декабря 1934 года Тугаланск стал носить название Кагановичабад, а район — Кагановичабадский район.
В 1936 году из части района выделился Ворошиловабадский район (упразднён в 1953 году).
27 октября 1939 года вошёл в состав новообразованной Сталинабадской области Таджикской ССР.
С 7 января 1944 года по 27 января 1947 года находился в Курган-Тюбинской области, после упразднения которой был возвращён в состав Сталинабадской области.
С упразднением Сталинабадской области 10 апреля 1951 года вторично перешёл в республиканское подчинение. 11 июня 1954 года кишлак Кагановичабад отнесён к категории посёлков городского типа.
14 сентября 1955 года к Кагановичабадскому району были присоединены кишлачные советы Стахановский и Сурх упразднённого Джиликульского района.
Указом Президиума Верховного Совета Таджикской ССР от 3 июля 1957 года переименован в Колхозабадский район, а пгт Кагановичабад — в пгт Колхозабад.
4 апреля 1977 года вошёл в восстановленную Курган-Тюбинскую область Таджикской ССР.
8 сентября 1988 года передан из упразднённой Курган-Тюбинской области в новообразованную Хатлонскую область.
Указом Президиума Верховного Совета Таджикской ССР от 24 января 1990 года Хатлонская область была упразднена, после чего Курган-Тюбинская область образована в третий раз и Колхозабадский район перешёл в её подчинение. В декабре 1992 года Хатлонская область восстановлена, и Колхозабадский район окончательно вошёл в её состав.
19 июля 2007 года переименован в честь поэта Джалолиддина Руми.
Решением Правительства Республики Таджикистан № 29 от 2 февраля 2016 года и Постановлением Национального Совета Высшего Собрания РТ № 204 от 3 марта 2016 года район Джалолиддина Руми был переименован в район Джалолиддина Балхи. 16 февраля 2017 года посёлок Колхозабад переименован в посёлок Балх.

## Население
Население по оценке на 1 января 2016 года составляет 181 900 человек, в том числе городское — в посёлках Балх (18,0 тыс.) и Орзу (6,9 тыс.) — 13,7% или 24 900 человек. 
| Численность населения | Численность населения | Численность населения | Численность населения | Численность населения | Численность населения | Численность населения | Численность населения |
| 1939                  | 2003                  | 2004                  | 2005                  | 2006                  | 2007                  | 2008                  | 2009                  |
| --------------------- | --------------------- | --------------------- | --------------------- | --------------------- | --------------------- | --------------------- | --------------------- |
| 22 733                | ↗138 600              | ↗142 500              | ↗145 200              | ↗148 600              | ↗152 300              | ↗156 100              | ↗159 900              |
| 2019                  | 2020                  | 2021                  | 2022                  |                       |                       |                       |                       |
| ↗196 600              | ↗201 300              | ↗206 200              | ↗210500               |                       |                       |                       |                       |

## Административное деление
В состав района входят 2 посёлка городского типа (тадж. шаҳрак) и 8 сельских общин (тадж. ҷамоат).
| Сельская община | Население (янв. 2015) |
| --------------- | --------------------- |
| Балх, пгт       | 17,500                |
| Орзу, пгт       | 6,700                 |
| Навои           | 21,575                |
| Навбахор        | 16,011                |
| Маданият        | 17,672                |
| Навобод         | 22,675                |
| Халевард        | 33,686                |
| Золизар         | 23,008                |

## Управление
Главой района Джалолиддина Балхи является Председатель Хукумата, который назначается Президентом Республики Таджикистан. Главой правительства района является Председатель Хукумата. Законодательный орган района Джалолиддина Балхи — Маджлис народных депутатов, который избирается всенародно на 5 лет.
Председатели хукумата:
- Холмурод Рахмон (2023-янв 2024)[20]
- Халикзода Рустам Хикматулло (с 30.01.2024)[21]